# Andy Kim (Musiker)

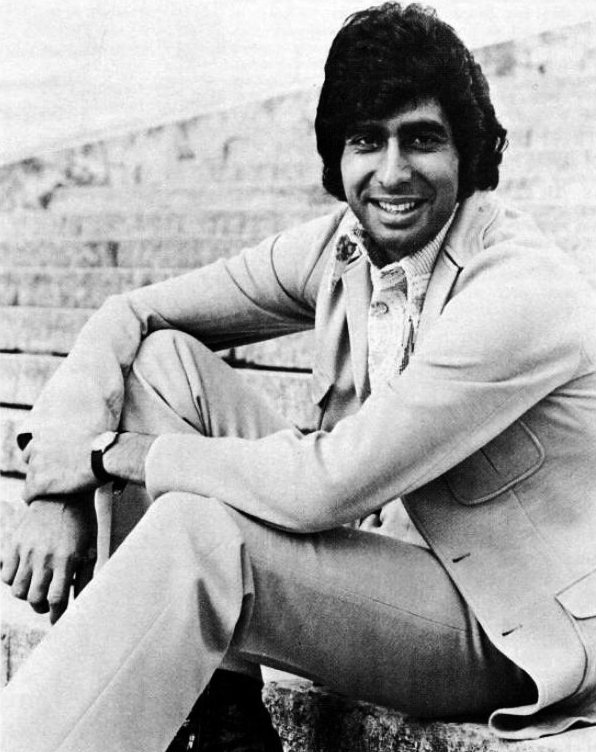
Andy Kim, 1970

Andy Kim (* 5. Dezember 1946 als Andrew Youakim in Montreal, Kanada) ist ein kanadischer Sänger und Komponist.

## Leben & Wirken
Gemeinsam mit dem Produzenten Jeff Barry gelangen ihm Ende der 1960er bis Anfang der 1970er Jahre einige Hits, unter anderem der Millionenseller Sugar, Sugar von den Archies. 1969 hatte er mit seiner Version des Ronettes-Hits Baby, I Love You aus dem Jahr 1963 seinen ersten großen Erfolg als Sänger.
1974 gründete er mit seinem Bruder Joel ein eigenes Label. Die erste Veröffentlichung war das selbstgeschriebene Rock Me Gently, das sich innerhalb kürzester Zeit zu seinem zweiten Superhit entwickelte. Danach hörte man neun Jahre nichts mehr von Kim, bis er 1983 unter dem neuen Künstlernamen Baron Longfellow wieder auftauchte. Er konnte jedoch an die Erfolge der Vergangenheit nicht anknüpfen und zog sich weitgehend aus dem aktiven Musikgeschäft zurück.

## Diskografie
Für Veröffentlichungen mit den Archies siehe hier.

### Alben
| Jahr | Titel                    | Höchstplatzierung, Gesamtwochen, AuszeichnungChartsChartplatzierungen (Jahr, Titel, Platzierungen, Wochen, Auszeichnungen, Anmerkungen) | Anmerkungen |
| Jahr | Titel                    | US | Anmerkungen |
| ---- | ------------------------ | --- | ----------- |
| 1968 | Baby I Love You          | US82 (14 Wo.)US |             |
| 1974 | Andy Kim                 | US21 (17 Wo.)US |             |
| 1974 | Andy Kim’s Greatest Hits | US190 (6 Wo.)US |             |

Weitere Alben
- 1968: How’d We Ever Get This Way
- 1968: Rainbow Ride

### Singles
| Jahr | Titel Album                                  | Höchstplatzierung, Gesamtwochen, AuszeichnungChartplatzierungen (Jahr, Titel, Album, Platzierungen, Wochen, Auszeichnungen, Anmerkungen) | Höchstplatzierung, Gesamtwochen, AuszeichnungChartplatzierungen (Jahr, Titel, Album, Platzierungen, Wochen, Auszeichnungen, Anmerkungen) | Höchstplatzierung, Gesamtwochen, AuszeichnungChartplatzierungen (Jahr, Titel, Album, Platzierungen, Wochen, Auszeichnungen, Anmerkungen) | Anmerkungen |
| Jahr | Titel Album                                  | DE | UK | US | Anmerkungen |
| ---- | -------------------------------------------- | --- | --- | --- | ----------- |
| 1968 | How’d We Ever Get This Way                   | — | — | US21 (12 Wo.)US |             |
| 1968 | Shoot’em Up, Baby How’d We Ever Get This Way | — | — | US31 (10 Wo.)US |             |
| 1968 | Rainbow Ride                                 | — | — | US49 (7 Wo.)US |             |
| 1969 | Baby, I Love You                             | DE20 (6 Wo.)DE | — | US9 Gold · (16 Wo.)US |             |
| 1969 | So Good Together Baby, I Love You            | DE37 (2 Wo.)DE | — | US36 (9 Wo.)US |             |
| 1970 | A Friend In The City –                       | — | — | US90 (2 Wo.)US |             |
| 1970 | It’s Your Life –                             | — | — | US85 (4 Wo.)US |             |
| 1970 | Be My Baby –                                 | DE14 (13 Wo.)DE | — | US17 (11 Wo.)US |             |
| 1971 | I Wish I Were –                              | — | — | US62 (6 Wo.)US |             |
| 1971 | I Been Moved –                               | — | — | US97 (3 Wo.)US |             |
| 1974 | Rock Me Gently Andy Kim                      | DE33 (5 Wo.)DE | UK2 Gold · (12 Wo.)UK | US1 Gold · (18 Wo.)US |             |
| 1974 | Fire, Baby I’m On Fire Andy Kim              | — | — | US28 (9 Wo.)US |             |